# Olympische Sommerspiele 1936/Rudern – Achter
Der Ruder-Achter der Männer bei den Olympischen Sommerspielen 1936 fand vom 12. bis 14. August auf der Regattastrecke Berlin-Grünau statt.
Olympiasieger wurde der US-amerikanische Achter. 2013 veröffentlichte der Autor Daniel James Brown einen Dokumentarroman über den Olympiasieg mit dem Titel „The Boys in the Boat“ (deutsch „Die Jungs im Boot“), das Buch erschien 2015 in deutscher Sprache unter dem Titel „Das Wunder von Berlin“ welches wiederum 2023 von George Clooney unter dem Titel The Boys in the Boat verfilmt wurde.

## Vorläufe
Die Vorläufe wurden am 12. August ausgetragen. Der Sieger eines jeden Vorlaufs qualifizierte sich direkt für das Finale, die restlichen Boote mussten in den Hoffnungslauf.

### Lauf 1
| Rang | Nation             | Athleten | Zeit (min) |
| ---- | ------------------ | --- | ---------- |
| 1    | Vereinigte Staaten | Herbert Morris, Charles Day, Gordon Adam, John White, Jim McMillin, George Hunt, Joseph Rantz, Don Hume, Robert Moch (Steuermann)                                  | 6:00,8     |
| 2    | Großbritannien     | Tom Askwith, Ran Laurie, John Cherry, Hugh Mason, McAllister Lonnon, Annesley Kingsford, Desmond Kingsford, John Couchman, Noel Duckworth (Steuermann)             | 6:02,1     |
| 3    | Frankreich         | Émile Lecuirot, Louis Devillié, Henri Souharce, Alphonse Bouton, Camille Becanne, Bernard Batillat, Jean Cottez, Marcel Charletoux, Claude Lowenstein (Steuermann) | 6:11,6     |
| 4    | Japan              | Tadashi Negishi, Masaru Kashiwahara, Shusui Sekigawa, Isamu Mita, Osamu Kitamura, Haruyoshi Nakagawa, Takeo Hori, Yoshiteru Suzuki, Tadashi Shimijima (Steuermann) | 6:12,3     |
| 5    | Tschechoslowakei   | Karel Brandstätter, Pavel Parák, Jan Holobrádek, Ladislav Smolík, František Šír, František Kobzík, Rudolf Baránek, Antonín Hrstka, Bedřich Procházka (Steuermann)  | 6:28,6     |

### Lauf 2
| Rang | Nation             | Athleten | Zeit (min) |
| ---- | ------------------ | --- | ---------- |
| 1    | Ungarn             | Pál Domonkos, Sándor von Korompay, Hugó Ballya, Imre Kapossy, Antal Szendey, Gábor Alapy, Frigyes Hollósi, László Szabó, Ervin Kereszthy (Steuermann)               | 6:07,1     |
| 2    | Königreich Italien | Guglielmo Del Bimbo, Dino Barsotti, Oreste Grossi, Enzo Bartolini, Mario Checcacci, Dante Secchi, Ottorino Quaglierini, Enrico Garzelli, Cesare Milani (Steuermann) | 6:10,1     |
| 3    | Kanada             | Cedric Liddell, Grey McLeish, Joseph Harris, Ben Sharpe, Jack Cunningham, Charles Matteson, Harry Fry, Sandy Saunders, George MacDonald (Steuermann)                | 6:14,3     |
| 4    | Australien         | Len Einsaar, Joe Gould, Mervyn Wood, Walter Jordan, George Elias, Wal Mackney, William Cross, Don Ferguson, Norman Ella (Steuermann)                                | 6:21,9     |
| 5    | Brasilien          | Arno Franzen, Maximo Fava, Ernesto Sauter, Alfredo de Boer, Frederico Tadewald, Henrique Kranen, Nilo Franzen, Lauro Franzen, Rodolpho Rath (Steuermann)            | 6:33,2     |

### Lauf 3
| Rang | Nation          | Athleten | Zeit (min) |
| ---- | --------------- | --- | ---------- |
| 1    | Schweiz         | Werner Schweizer, Fritz Feldmann, Rudolf Homberger, Oscar Neuenschwander, Hermann Betschart, Hans Homberger, Alex Homberger, Karl Schmid, Rolf Spring (Steuermann) | 6:08,4     |
| 2    | Deutsches Reich | Alfred Rieck, Helmut Radach, Hans Kuschke, Heinz Kaufmann, Gerd Völs, Werner Loeckle, Hans-Joachim Hannemann, Herbert Schmidt, Wilhelm Mahlow (Steuermann)         | 6:08,5     |
| 3    | Jugoslawien     | Leonardo Bujas, Rade Sunara, Vice Jurišić, Marjan Zaninović, Ante Krnčević, Špiro Grubišić, Stipe Krnčević, Ćiril Ban, Pavao Ljubičić (Steuermann)                 | 6:15,5     |
| 4    | Dänemark        | Remond Larsen, Olaf Klitgaard Poulsen, Poul Byrge Poulsen, Keld Karise, Bjørner Drøger, Carl Berner, Knud Olsen, Emil Boje Jensen, Harry Gregersen (Steuermann)    | 6:18,0     |

## Hoffnungslauf
Die Hoffnungsläufe fanden am 13. August statt. Das Siegerboot eines jeden Laufes qualifizierten sich für das Finale.

### Hoffnungslauf 1
| Rang | Nation           | Athleten | Zeit (min) |
| ---- | ---------------- | --- | ---------- |
| 1    | Deutsches Reich  | Alfred Rieck, Helmut Radach, Hans Kuschke, Heinz Kaufmann, Gerd Völs, Werner Loeckle, Hans-Joachim Hannemann, Herbert Schmidt, Wilhelm Mahlow (Steuermann)        | 6:44,9     |
| 2    | Australien       | Len Einsaar, Joe Gould, Mervyn Wood, Walter Jordan, George Elias, Wal Mackney, William Cross, Don Ferguson, Norman Ella (Steuermann)                              | 6:55,1     |
| 3    | Tschechoslowakei | Karel Brandstätter, Pavel Parák, Jan Holobrádek, Ladislav Smolík, František Šír, František Kobzík, Rudolf Baránek, Antonín Hrstka, Bedřich Procházka (Steuermann) | 7:07,8     |
| 4    | Dänemark         | Remond Larsen, Olaf Klitgaard Poulsen, Poul Byrge Poulsen, Keld Karise, Bjørner Drøger, Carl Berner, Knud Olsen, Emil Boje Jensen, Harry Gregersen (Steuermann)   | DNS        |

### Hoffnungslauf 2
| Rang | Nation             | Athleten | Zeit (min) |
| ---- | ------------------ | --- | ---------- |
| 1    | Königreich Italien | Guglielmo Del Bimbo, Dino Barsotti, Oreste Grossi, Enzo Bartolini, Mario Checcacci, Dante Secchi, Ottorino Quaglierini, Enrico Garzelli, Cesare Milani (Steuermann) | 6:35,6     |
| 2    | Japan              | Tadashi Negishi, Masaru Kashiwahara, Shusui Sekigawa, Isamu Mita, Osamu Kitamura, Haruyoshi Nakagawa, Takeo Hori, Yoshiteru Suzuki, Tadashi Shimijima (Steuermann)  | 6:42,3     |
| 3    | Jugoslawien        | Leonardo Bujas, Rade Sunara, Vice Jurišić, Marjan Zaninović, Ante Krnčević, Špiro Grubišić, Stipe Krnčević, Ćiril Ban, Pavao Ljubičić (Steuermann)                  | 6:47,3     |
| 4    | Brasilien          | Arno Franzen, Maximo Fava, Ernesto Sauter, Alfredo de Boer, Frederico Tadewald, Henrique Kranen, Nilo Franzen, Lauro Franzen, Rodolpho Rath (Steuermann)            | 7:06,1     |

### Hoffnungslauf 3
| Rang | Nation         | Athleten | Zeit (min) |
| ---- | -------------- | --- | ---------- |
| 1    | Großbritannien | Tom Askwith, Ran Laurie, John Cherry, Hugh Mason, McAllister Lonnon, Annesley Kingsford, Desmond Kingsford, John Couchman, Noel Duckworth (Steuermann)             | 6:29,3     |
| 2    | Kanada         | Cedric Liddell, Grey McLeish, Joseph Harris, Ben Sharpe, Jack Cunningham, Charles Matteson, Harry Fry, Sandy Saunders, Les MacDonald (Steuermann)                  | 6:33,8     |
| 3    | Frankreich     | Émile Lecuirot, Louis Devillié, Henri Souharce, Alphonse Bouton, Camille Becanne, Bernard Batillat, Jean Cottez, Marcel Charletoux, Claude Lowenstein (Steuermann) | 6:36,6     |

## Finale
14. August 1936, 18:00 Uhr
| Rang | Nation             | Athleten | Zeit (min) |
| ---- | ------------------ | --- | ---------- |
| 1    | Vereinigte Staaten | Herbert Morris, Charles Day, Gordon Adam, John White, Jim McMillin, George Hunt, Joseph Rantz, Don Hume, Robert Moch (Steuermann)                                   | 6:25,4     |
| 2    | Königreich Italien | Guglielmo Del Bimbo, Dino Barsotti, Oreste Grossi, Enzo Bartolini, Mario Checcacci, Dante Secchi, Ottorino Quaglierini, Enrico Garzelli, Cesare Milani (Steuermann) | 6:26,0     |
| 3    | Deutsches Reich    | Alfred Rieck, Helmut Radach, Hans Kuschke, Heinz Kaufmann, Gerd Völs, Werner Loeckle, Hans-Joachim Hannemann, Herbert Schmidt, Wilhelm Mahlow (Steuermann)          | 6:26,4     |
| 4    | Großbritannien     | Tom Askwith, Ran Laurie, John Cherry, Hugh Mason, McAllister Lonnon, Annesley Kingsford, Desmond Kingsford, John Couchman, Noel Duckworth (Steuermann)              | 6:30,1     |
| 5    | Ungarn             | Pál Domonkos, Sándor von Korompay, Hugó Ballya, Imre Kapossy, Antal Szendey, Gábor Alapy, Frigyes Hollósi, László Szabó, Ervin Kereszthy (Steuermann)               | 6:30,3     |
| 6    | Schweiz            | Werner Schweizer, Fritz Feldmann, Rudolf Homberger, Oscar Neuenschwander, Hermann Betschart, Hans Homberger, Alex Homberger, Karl Schmid, Rolf Spring (Steuermann)  | 6:35,8     |